# Liste des présidents du Conseil national suisse
Cette liste présente, les présidents du Conseil national suisse depuis 1848. Pour chaque président, on trouve également son canton d'origine ainsi que son affiliation politique.

## Liste chronologique des présidents du Conseil national de 1848 à 1959
Abréviations des partis : voir dans le chapitre (1959- )

### 1848 à 1860
- 1848 : Ulrich Ochsenbein (Berne, gauche radicale)
- 1848 : Jakob Robert Steiger (Lucerne, gauche radicale)
- 1849 : Alfred Escher (Zurich, gauche radicale)
- 1850 : Johann Konrad Kern (Thurgovie, gauche radicale)
- 1851 : Jakob Stämpfli (Berne, gauche radicale)
- 1851 : Johann Trog (Soleure, gauche radicale)
- 1852 : Johann Matthias Hungerbühler (Saint-Gall, gauche radicale)
- 1853 : Giovanni Battista Pioda (Tessin, gauche radicale)
- 1854 : Jakob Dubs (Zurich, gauche radicale)
- 1854 : Casimir Pfyffer (Lucerne, gauche radicale)
- 1855 : Eduard Eugen Blösch (Berne, droite évangélique)
- 1856 : Friedrich Siegfried (Argovie, gauche radicale)
- 1856 : Jules Martin (Vaud, gauche radicale)
- 1856 : Alfred Escher (Zurich, gauche radicale)
- 1857 : Paul Migy (Berne, gauche radicale)
- 1857 : Augustin Keller (Argovie, gauche radicale)
- 1858 : Johann Jakob Stehlin (Bâle-Ville, centre libéral)
- 1859 : Friedrich Peyer im Hof (Schaffhouse, centre libéral)
- 1860 : Johann Baptist Weder (Saint-Gall, gauche radicale)
- 1860 : Édouard Dapples (Vaud, centre libéral)

### 1861 à 1870
- 1861 : Karl Karrer (Berne, gauche radicale)
- 1862 : Alfred Escher (Zurich, centre libéral)
- 1863 : Joachim Heer (Glaris, centre libéral)
- 1863 : Victor Ruffy (Vaud, gauche radicale)
- 1864 : Gottlieb Jäger (Argovie, centre libéral)
- 1865 : Andreas Rudolf Planta (Grisons, centre libéral)
- 1866 : Niklaus Niggeler (Berne, gauche radicale)
- 1866 : Jules Philippin (Neuchâtel, gauche radicale)
- 1867 : Johann Jakob Stehlin (Bâle-Ville, centre libéral)
- 1868 : Simon Kaiser (Soleure, gauche radicale)
- 1869 : Antoine Louis John Ruchonnet (Vaud, gauche radicale)
- 1869 : Joachim Heer (Glaris, centre libéral)
- 1870 : Fridolin Anderwert (Thurgovie, gauche radicale)

### 1871 à 1880
- 1871 : Rudolf Brunner (Berne, gauche radicale)
- 1872 : Charles Friderich (Genève, centre libéral)
- 1872 : Daniel Wirth-Sand (Saint-Gall, centre libéral)
- 1873 : Gottlieb Ziegler (Zurich, gauche radicale)
- 1874 : Karl Feer-Herzog (Argovie, centre libéral)
- 1874 : Louis Ruchonnet (Vaud, gauche radicale)
- 1875 : Jakob Stämpfli (Berne, gauche radicale)
- 1875 : Emil Frey (Bâle-Campagne, gauche radicale)
- 1876 : Arnold Otto Aepli (Saint-Gall, centre libéral)
- 1877 : Eduard Marti (Berne, gauche radicale)
- 1878 : Jules Philippin (Neuchâtel, gauche radicale)
- 1878 : Melchior Römer (Zurich, centre libéral)
- 1879 : Arnold Künzli (Argovie, gauche radicale)
- 1880 : Karl Burckhardt (Bâle-Ville, gauche radicale)

### 1881 à 1890
- 1881 : Antoine Vessaz (Vaud, gauche radicale)
- 1881 : Karl Zyro (Berne, gauche radicale)
- 1882 : Adolf Deucher (Thurgovie, gauche radicale)
- 1883 : Simon Kaiser (Soleure, gauche radicale)
- 1884 : Georges Favon (Genève, gauche radicale)
- 1884 : Johannes Stössel (Zurich, gauche radicale)
- 1885 : Andreas Bezzola (Grisons, gauche radicale)
- 1886 : Henri Morel (Neuchâtel, droite évangélique)
- 1887 : Josef Zemp (Lucerne, centre libéral)
- 1887 : Erwin Kurz (Argovie, gauche radicale)
- 1888 : Eugène Ruffy (Vaud, droite évangélique)
- 1889 : Heinrich Häberlin (Thurgovie, gauche radicale)
- 1890 : August Suter (Saint-Gall, groupe radical-libéral)
- 1890 : Eduard Müller (Berne, groupe radical-libéral)

### 1891 à 1900
- 1891 : Adrien Lachenal (Genève, groupe radical-libéral)
- 1892 : Albert Brosi (Soleure, groupe radical-libéral)
- 1893 : Ludwig Forrer (Zurich, groupe radical-libéral)
- 1893 : Robert Comtesse (Neuchâtel, groupe radical-libéral)
- 1894 : Ernst Brenner (Bâle-Ville, groupe radical-libéral)
- 1895 : Johann Jakob Bachmann (Thurgovie, centre libéral)
- 1896 : Josef Stockmar (Berne, groupe radical-libéral)
- 1896 : Rudolf Gallati (Glaris, groupe radical-libéral)
- 1896 : Johann Josef Keel (Saint-Gall, PDC)
- 1897 : Robert Grieshaber (Schaffhouse, groupe radical-libéral)
- 1898 : Adrien Thélin (Vaud, groupe radical-libéral)
- 1899 : Hermann Heller (Lucerne, groupe radical-libéral)
- 1899 : Rudolf Geilinger (Zurich, groupe radical-libéral)
- 1900 : Fritz Bühlmann (Berne, groupe radical-libéral)

### 1901 à 1910
- 1901 : Gustave Ador (Genève, groupe radical-libéral)
- 1902 : Ulrich Meister (Zurich, groupe radical-libéral)
- 1902 : Clemens Iten (Zoug, groupe radical-libéral)
- 1902 : Konrad Zschokke (Argovie, groupe radical-libéral)
- 1903 : Louis Martin (Neuchâtel, groupe radical-libéral)
- 1904 : Joseph Anton Schobinger (Lucerne, PDC)
- 1905 : Johann Hirter (Berne, groupe radical-libéral)
- 1906 : Camille Decoppet (Vaud, groupe radical-libéral)
- 1907 : Paul Speiser (Bâle-Ville, groupe radical-libéral)
- 1908 : Adolf Germann (Thurgovie, groupe radical-libéral)
- 1909 : Virgile Rossel (Berne, groupe radical-libéral)
- 1910 : Josef Kuntschen (Valais, PDC)

### 1911 à 1920
- 1911 : Emil Karl Wild (Saint-Gall, groupe radical-libéral)
- 1912 : Carl Spahn (Schaffhouse, groupe radical-libéral)
- 1913 : Alfred Planta (Grisons, groupe radical-libéral)
- 1914 : Félix Bonjour (Vaud, groupe radical-libéral)
- 1915 : Arthur Eugster (Appenzell Rhodes-Intérieures, groupe radical-libéral)
- 1916 : Anton Büeler (Schwytz, PDC)
- 1917 : Henri Calame (Neuchâtel, groupe radical-libéral)
- 1918 : Heinrich Häberlin (Thurgovie, groupe radical-libéral)
- 1919 : Eduard Blumer (Glaris, indépendant)
- 1920 : Evaristo Garbani-Nerini (Tessin, groupe radical-libéral)

### 1921 à 1930
- 1921 : Emil Klöti (Canton de Zurich|Zurich, PSS)
- 1922 : Johann Jenny (Canton de Berne|Berne, PAB)
- 1923 : Raymond Evéquoz (Canton du Valais|Valais, PDC)
- 1924 : Albert Mächler (Canton de Saint-Gall|Saint-Gall, groupe radical-libéral)
- 1925 : Emil Hofmann (Canton de Thurgovie|Thurgovie, PSS)
- 1926 : Paul Maillefer (Canton de Vaud|Vaud, groupe radical-libéral)
- 1927 : Rudolf Minger (Canton de Berne|Berne, PAB)
- 1928 : Heinrich Walther (Canton de Lucerne|Lucerne, PDC)
- 1929 : Ernest-Paul Graber (Canton de Neuchâtel|Neuchâtel, PSS)
- 1930 : Hans Sträuli (Canton de Zurich|Zurich, groupe radical-libéral)

### 1931 à 1940
- 1931 : Heinrich Roman Abt (Argovie, PAB)[note 1]
- 1932 : Ruggero Dollfus (Tessin, PDC)
- 1933 : Johannes Huber (Saint-Gall, PSS)
- 1934 : Hermann Schüpbach (Berne, groupe radical-libéral)
- 1935 : Rudolf Reichling (Zurich, PAB)
- 1936 : Maurice Troillet (Valais, PDC)
- 1937 : Fritz Hauser (Bâle-Ville, PSS)
- 1938 : Henry Vallotton (Vaud, groupe radical-libéral)
- 1939 : Hans Stähli (Berne, PAB)
- 1940 : Emil Nietlispach (Argovie, PDC)

### 1941 à 1950
- 1941 : Charles Rosselet (Genève, PSS)
- 1942 : Emil Keller (Argovie, groupe radical-libéral)
- 1943 : Paul Gysler (Zurich, PAB)
- 1944 : Pierre Aeby (Fribourg, PDC)
- 1945 : Robert Grimm (Berne, PSS)
- 1946 : Max Wey (Lucerne, groupe radical-libéral)
- 1947 : Albert Picot (Genève, groupe radical-libéral)
- 1948 : Josef Escher (Valais, PDC)
- 1949 : Jacques Schmid (Soleure, PSS)
- 1950 : Aleardo Pini (Tessin, groupe radical-libéral)

### 1951 à 1958
- 1951 : Karl Renold (Argovie, PAB)
- 1952 : Thomas Holenstein (Saint-Gall, PDC)
- 1953 : Henri Perret (Neuchâtel, PSS)
- 1954 : Hermann Häberlin (Zurich, groupe radical-libéral)
- 1955 : Paul Burgdorfer (Berne, PAB)
- 1956 : Joseph Condrau (Grisons, PDC)
- 1957 : Robert Bratschi (Berne, PSS)
- 1958 : Eugen Dietschi (Bâle-Ville, groupe radical-libéral)

## Liste chronologique des présidents du Conseil national depuis 1959 (instauration de laformule magique)
Abréviations des partis : PS (Parti socialiste), PDC (Parti démocrate-chrétien), PRD (Parti radical-démocratique), PL (Parti libéral), UDC (Union démocratique du centre) et son ancienne appellation (PAB, Parti des paysans, artisans et bourgeois), AdI (Alliance des Indépendants)

### 1959 à 1960
- 1959 : Gaston Clottu (Neuchâtel, PL) par 172 voix
- 1960 : Emil Duft (Zurich, PDC) par 142 voix

### 1961 à 1970
- 1961 : Walther Bringolf (Schaffhouse, PS) par 149 voix
- 1962 : André Guinand (Genève, PRD) par 161 voix
- 1963 : Otto Hess (Thurgovie, PAB) par 182 voix (maximum de voix obtenues par un président)
- 1964 : Franz-Josef Kurmann (Lucerne, PDC) par 152 voix
- 1965 : Pierre Graber (Vaud, PS) par 153 voix
- 1966 : Alfred Schaller (Bâle-Ville, PRD) par 154 voix
- 1967 : Hans Conzett (Zurich, PAB) par 172 voix
- 1968 : Max Aebischer (Fribourg, PDC) par 177 voix
- 1969 : Mathias Eggenberger (Saint-Gall, PS) par 166 voix
- 1970 : Alfred Weber (Uri, PRD) par 157 voix

### 1971 à 1980
- 1971 : William Vontobel (Zurich, AdI) par 174 voix
- 1972 : Enrico Franzoni (Tessin, PDC) par 136 voix
- 1973 : Anton Muheim (Lucerne, PS) par 148 voix
- 1974 : Simon Kohler (Berne, PRD) par 153 voix
- 1975 : Rudolf Etter (Berne, UDC) par 163 voix
- 1976 : Hans Wyer[note 2] (Valais, PDC) par 141 voix
- 1977 : Elisabeth Blunschy (Schwytz, PDC) par 111 voix (minimum de voix obtenues par un président), (première femme à occuper cette fonction)
- 1977 : Alfred Bussey (Vaud, PS) par 161 voix
- 1978 : Luigi Generali (Tessin, PRD) par 147 voix
- 1979 : Hanspeter Fischer (Thurgovie, UDC) par 144 voix
- 1980 : Laurent Butty (Fribourg, PDC) par 151 voix

### 1981 à 1990
- 1981 : Hedi Lang (Zurich, PS) par 162 voix
- 1982 : Franz Eng (Soleure, PRD) par 163 voix
- 1983 : André Gautier (Genève, PL) par 152 voix
- 1984 : Arnold Koller (Appenzell Rhodes-Intérieures, PDC) par 147 voix
- 1985 : Martin Bundi (Grisons, PS) par 154 voix
- 1986 : Jean-Jacques Cevey (Vaud, PRD) par 156 voix
- 1987 : Rudolf Reichling (Zurich, UDC) par 148 voix
- 1988 : Josef Iten (Nidwald, UDC) par 160 voix
- 1989 : Victor Ruffy (Vaud, PS) par 162 voix

### Depuis 1990
| Période            | Nom                        | Canton        | Parti     |
| 1990-1991          | Ulrich Bremi               | Zurich        | PRD       |
| 1991-1992          | Hans-Rudolf Nebiker        | Bâle-Campagne | UDC       |
| 1992-1993          | Paul Schmidhalter          | Valais        | PDC       |
| 1993-1994          | Gret Haller                | Berne         | PS        |
| 1994-1995          | Claude Frey                | Neuchâtel     | PRD       |
| 1995-1996          | Jean-François Leuba        | Vaud          | PL        |
| 1996-1997          | Judith Stamm               | Lucerne       | PDC       |
| 1997-1998          | Ernst Leuenberger          | Soleure       | PS        |
| 1998-1999          | Trix Heberlein             | Zurich        | PRD       |
| 1999-2000          | Hanspeter Seiler           | Berne         | UDC       |
| 2000-2001          | Peter Hess                 | Zoug          | PDC       |
| 2001-2002          | Liliane Maury-Pasquier     | Genève        | PSS       |
| 2002-2003          | Yves Christen              | Vaud          | PRD       |
| 2003-2004          | Max Binder                 | Zurich        | UDC       |
| 2004-2005          | Jean-Philippe Maitre       | Genève        | PDC       |
| mars-novembre 2005 | Thérèse Meyer-Kaelin       | Fribourg      | PDC       |
| 2005-2006          | Claude Janiak              | Bâle-Campagne | PS        |
| 2006-2007          | Christine Egerszegi-Obrist | Argovie       | PRD       |
| 2007-2008          | André Bugnon               | Vaud          | UDC       |
| 2008-2009          | Chiara Simoneschi-Cortesi  | Tessin        | PDC       |
| 2009-2010          | Pascale Bruderer           | Argovie       | PS        |
| 2010-2011          | Jean-René Germanier        | Valais        | PLR       |
| 2011-2012          | Hansjörg Walter            | Thurgovie     | UDC       |
| 2012-2013          | Maya Graf                  | Bâle-Campagne | Les Verts |
| 2013-2014          | Ruedi Lustenberger         | Lucerne       | PDC       |
| 2014-2015          | Stéphane Rossini           | Valais        | PSS       |
| 2015-2016          | Christa Markwalder         | Berne         | PLR       |
| 2016-2017          | Jürg Stahl                 | Zurich        | UDC       |
| 2017-2018          | Dominique de Buman         | Fribourg      | PDC       |
| 2018-2019          | Marina Carobbio Guscetti   | Tessin        | PSS       |
| 2019-2020          | Isabelle Moret             | Vaud          | PLR       |
| 2020-2021          | Andreas Aebi               | Berne         | UDC       |
| 2021-2022          | Irène Kälin                | Argovie       | Les Verts |
| 2022-2023          | Martin Candinas            | Grisons       | Le Centre |
| 2023-2024          | Eric Nussbaumer            | Bâle-Campagne | PSS       |
| 2024-2025          | Maja Riniker               | Argovie       | PLR       |